# 臺灣數位無線電視

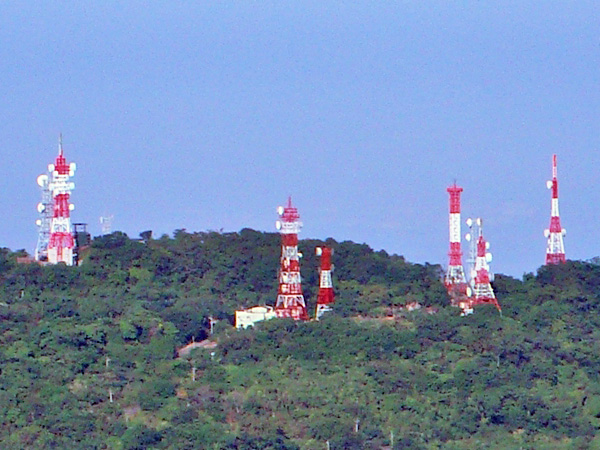
位於臺灣臺南枕頭山上的數位電視發射站

臺灣數位無線電視的服務於2004年7月1日開播啟用，採用的是歐洲規格的DVB-T系統。數位無線電視在臺灣與類比無線電視共存約8年之久，直到2012年5月起逐區關閉類比訊號後，於2012年6月30日完成數位轉換。

## 發展
- 1999年10月12日，中華民國交通部協調中華民國國防部通訊電子資訊局與中華民國教育部社會教育司，決定撥出5組UHF频道供無線數位電視使用，當時預計2005年後收回無線類比電視频道。[2]

- 2001年，台灣無線電視業界選定以DVB-T制式為數位電視的製播規格。

- 2002年6月，台灣無線數位電視訊號於臺灣西部地區展開試播。

- 2004年1月1日，臺灣電視公司數位電視節目開播，推出三個數位電視频道台視主頻、生活萬象台、客家電視台，收視範圍僅限臺中市、彰化縣以北；台灣南部由於公共電視文化事業基金會數位電視工程延緩，要等到2004年4月才能收看數位電視節目。[3][4]

- 2004年6月1日，臺灣電視公司、中國電視公司、中華電視公司、民間全民電視公司、公共電視台開始在UHF頻段以DVB-T制式進行無線數位電視試播。當時五家無線電視臺推出的無線數位電視频道有：
  - 臺灣電視公司：台視主頻、台視家庭台、台視財經台（與台視家庭台併頻）、客家電視台
  - 中國電視公司：中視無線台（主頻）、中視新聞台、中視生活台
  - 中華電視公司：華視主頻、華視教育台、優新聞體育频道
  - 民間全民電視公司：民視無線台（主頻）、台灣交通電視台、民視新聞台
  - 公共電視台：公視主頻、Dimo TV
  - 另外，臺灣電視公司開闢一支行動電視廣播「台視行動數位廣播網」（TTV Mobile Radio），频道位置與台視系列频道相同。2007年10月，台視行動數位廣播網聯播台視財經台的內容。

- 2004年7月1日，五家無線電視臺在臺北市敦化北路中泰賓館合辦「中華民國無線數位電視開播典禮」，各自經營的五個無線數位電視主频道正式開播[5]。

- 2004年8月14日，四家無線電視台為聯手轉播2004年雅典奧運，部分電視台將旗下部分數位無線頻道以奧運專門頻道覆蓋用以完整播出賽事，直到奧運閉幕後恢復原頻道播出：[來源請求]
  - 民視新聞台：改播「民視奧運台」
  - 優新聞體育頻道：改播「華視數位奧運台」

- 2005年3月3日，優新聞體育頻道更名為「華視EQ休閒頻道」。

- 2006年1月1日，因東森電視於2005年12月7日取得客家電視台2006年度製播採購案，而由於當時法令規定，使得客家電視台無法繼續使用台視的無線電視頻譜來播放節目，客家電視台的無線電視訊號被台視國際台取代。同年1月27日，東森電視和公共電視協調下，於公共電視所屬第26頻道復播客家電視台。[6]

- 2007年4月22日，中視生活台更名為「中視綜藝台」。

- 2008年5月15日，HiHD開始試播。HiHD向行政院申請新臺幣18億元，預定試播2年，至2010年5月截止。

- 臺灣類比無線電視原預定2010年12月31日全面數位化，但因有線電視普及率極高（約80%），曾計畫延期至2012年12月31日實行；但因應倫敦奧運，因此修正計畫提早至2012年5月開始結束類比訊號。

- 2012年1月1日，經濟部標準檢驗局規定，自本日起，新申請之電視機及無線電視機上盒商品，必須具備HDTV及SDTV數位接收功能[7]。

- 2012年2月22日，國家通訊傳播委員會第468次委員會議決議通過分區分階段關閉無線電視類比訊號時程規劃，預定從5月7日開始依序關閉中部、東部（含離島及外飛地）、南部、北部無線電視類比主站訊號。[8]

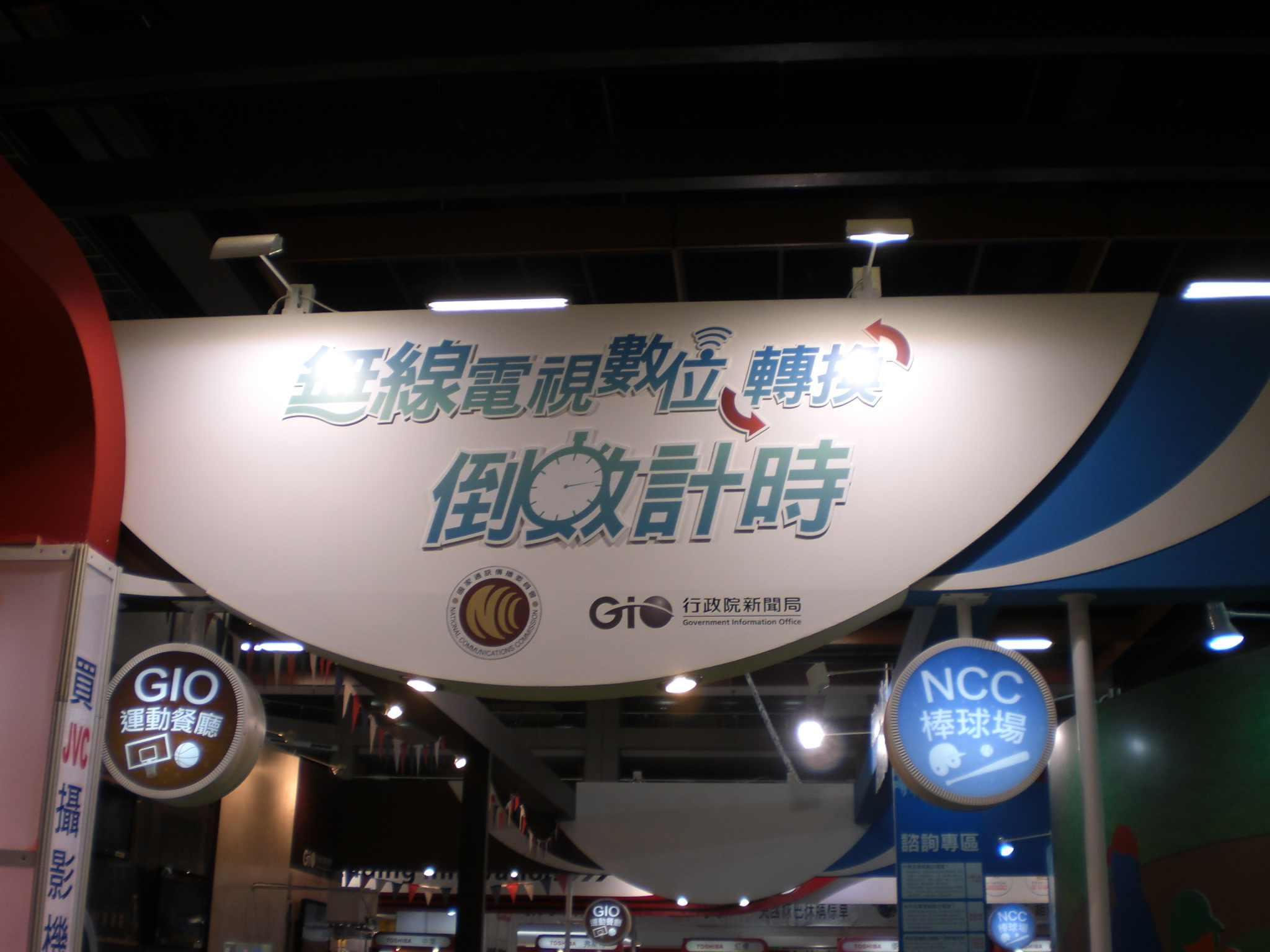
2012台北春季電腦展，國家通訊傳播委員會與行政院新聞局共同設置的無線數位電視宣導攤位的招牌

- 2012年4月6日至4月9日，2012台北春季電腦展於台北世界貿易中心展覽大樓（世貿一館）舉行，展場內設置數位電視專區宣導無線數位電視，國家通訊傳播委員會、行政院新聞局與多家數位電視廠商皆參展。

- 2012年4月16日，國家通訊傳播委員會以「通傳北字第10150028990號函」附送無線電視數位轉換宣導紅布條給各縣市政府，請各縣市政府轉發鄉鎮市區公所，在適當場所懸掛無線電視數位轉換宣導紅布條。[9]

- 2012年5月7日中午12時，已成功關閉中部地區位於彰化縣八卦山及苗栗縣三義鄉的無線電視類比主站訊號，數位訊號播放區域包括新竹市香山區、新竹縣峨眉鄉、苗栗縣、臺中市、彰化縣、南投縣、雲林縣、嘉義市、嘉義縣（大林鎮、溪口鄉、民雄鄉、新港鄉、六腳鄉、東石鄉、朴子市、太保市、梅山鄉、竹崎鄉、番路鄉等11個鄉鎮市）。

- 2012年5月28日中午12時，關閉宜蘭縣、花蓮縣、臺東縣、澎湖縣、金門縣、連江縣等地的無線電視類比主站訊號。

- 2012年6月11日中午12時，關閉臺南市、高雄市、屏東縣等地的無線電視類比主站訊號。

- 2012年6月27日，國家通訊傳播委員會第491次委員會議專案通過臺灣電視公司、中國電視公司、中華電視公司與民間全民電視公司的營運計畫變更，准許在該年7月28日至8月13日各增加一個HDTV频道轉播2012年倫敦奧運。[10]

- 2012年6月30日中午12時，關閉臺北市、新北市、基隆市、桃園縣、新竹縣峨眉鄉以外區域、新竹市香山區以外區域等地的無線電視類比主站訊號。

- 2012年7月1日零時，關閉於國家通訊傳播委員會內的類比總機訊號，類比電視走入歷史。

- 2012年7月18日，國家通訊傳播委員會第494次委員會議決議通過HiHD正式營運執照申請案。

- 2012年7月24日，HiHD正式開播。

- 2012年7月26日，國家通訊傳播委員會第496次委員會議附上以下條件，正式核准中視HD台、民視HD台、台視HD台、華視HD頻道的倫敦奧運後營運計畫。[11]
  - 自民國102年（2013年）起，達成「每周每日平均至少播出3小時以上新播之高畫質節目」。
  - 自民國103年（2014年）起，達成「每周每日平均至少播出5小時以上新播之高畫質節目」。
  - 自民國103年（2014年）底起，取消SD與HD频道雙載之節目規劃，高畫質頻道節目規劃應與其他頻道區隔。

- 2012年8月15日，國家通訊傳播委員會第500次委員會議決議允許華視休閒频道改名為華視新聞資訊台。

- 2012年8月31日，HiHD由於和華視同為公廣集團，加上為了防止觀眾與華視HD頻道混淆，因而改名為公視HD台。

- 2012年9月10日，華視休閒频道改名為華視新聞資訊台。

- 2012年10月1日，Dimo TV改名為「公視2台」。

- 2013年4月24日，NCC否決民視新聞台申請變更為「四季新聞台」營運計畫案。

- 2014年12月29日，基於前述之但書，除了華視HD頻道（已於10月6日仁川亞運結束後正式與華視主頻錯開節目表）與中視HD台（從開播日起只有少部分時段與中視數位台聯播）外，台視與民視對旗下無線電視频道做出以下調整：
  - 臺灣電視台升級為HD播出，台視HD台同併入臺灣電視台不再以SD及HD雙路訊號的形式同步播出，台視新聞台試播，原先數位有線電視台視HD台的位置由台視新聞台替補。
  - 民視HD台改名為民視四季台，並與民視無線台錯開節目表。

- 2014年12月31日晚間11點58分，台視新聞台正式開播。

- 2015年7月29日，國家通訊傳播委員會第654次委員會議議程決議允許通過華視營運計劃變更及台視新聞台升級為HD訊號的申請。但提出附帶條件為
  - 實施轉換前1個月要向外界溝通宣導、充分揭露資訊。
  - 變更畫質之後，發生客訴要能向用戶妥善說明解釋。

- 2015年10月1日起，華視主頻升級為高畫質（HD）播出，華視HD頻道併入華視主頻，並改為華視綜合娛樂台。

- 2015年12月23日，國家通訊傳播委員會第677次委員會議通過中視營運計畫中有關中視數位台、中視綜藝台及中視HD台頻道變更。

- 2016年2月15日起，中視數位台升級為高畫質（HD）播出，中視綜藝台及中視HD台更改為中視經典台與中視菁采台。

- 2016年6月8日，國家通訊傳播委員會第700次委員會議通過公視換照及營運計畫中有關公視主頻、公視2台、客家電視台及公視HD台頻道變更。

- 2016年7月6日，公視主頻、公視2台及客家電視台升級高畫質（HD）播出，原為有線電視頻道的原住民族電視台也獲公視協助租用頻道，自該日起至31日以HD訊號在無線電視頻道試播節目，而公視HD台更名為公視3台。

- 2016年8月1日，原住民族電視台正式在無線電視頻道以HD訊號播出節目。

- 2016年10月26日，國家通訊傳播委員會第720次委員會議通過民視四季台更名為民視台灣台營運計畫變更[12]。

- 2016年11月7日，民視四季台更名為民視台灣台。

- 2016年12月21日，台視新聞台升級為高畫質（HD）播出[13]。

- 2017年1月18日，國家通訊傳播委員會第732次委員會議紀錄通過華視綜合娛樂台營運計畫變更為國會頻道1台及國會頻道2台。華視教育文化台、華視新聞資訊台升格為高畫質規格（HD）播送計畫。

- 2017年2月3日，華視對旗下頻道做如下調整[14]：
  - 華視教育文化台、華視新聞資訊台的無線電視訊號由MPEG-2編碼改為H.264編碼，同時改為HD高畫質播放。
  - 華視綜合娛樂台停播，新頻道國會頻道1台與國會頻道2台利用空出的頻譜播放，無線電視訊號的畫質為SD標準畫質，部分有線電視會提供高畫質訊號（目前僅澎湖有線電視提供標準畫質訊號）。

- 2017年6月21日，國家通訊傳播委員會第753次委員會議通過中視新聞台營運計畫變案，以附加條件的形式通過播映格式的變更。

- 2017年7月，公視宣布於第26頻道進行4K超高畫質電視的測試，於7月至8月分三階段在凌晨00:00至02:00公視主頻及公視2台的收播時段測試。測試內容包含公視的自製影片，和2017年世界大學運動會開幕式及閉幕式。[15]

- 2017年7月31日，中視新聞台的無線數位電視訊號由SD畫質提升為HD高畫質[16]。

- 2017年9月1日，台灣交通電視台更名為民視第一台。

- 2017年12月15日，華視教育文化台更名為華視教育體育文化台。[17]

- 2018年2月7日，國家通訊傳播委員會第786次委員會議紀錄通過民視營運計劃變更民視無線台、民視第一台升級為HD訊號的申請。

- 2018年3月26日，民視對旗下頻道的無線數位電視訊號做如下調整[18]：
  - 民視無線台、民視第一台升級為高畫質（HD）播出。
  - 民視新聞台由MPEG-2編碼改為H.264編碼。

- 2018年12月19日，國家通訊傳播委員會第835次委員會議紀錄通過公視營運計劃中公視2台變更為公視台語台的申請。

- 2019年7月1日，公視2台更名為公視台語台並於當日開播，有線電視定頻為第14頻道，7月6日舉行開播儀式。更名后该台成为台灣第一家標榜以台語為主要語言的電視频道。[19][20][21]

- 2020年8月3日，中視經典台與中視菁采台的無線數位電視訊號由SD畫質提升為HD高畫質。

- 2020年10月12日，台視財經台與台視綜合台的無線數位電視訊號由SD畫質提升為HD高畫質。自此第一代無線數位電視的機上盒和內建接收器的電視機已無法收看任何頻道。[22]

- 2022年8月31日，NCC准許英文影音平台Taiwan+由公視接手，轉為無線電視頻道；9月8日起在無線電視頻道開始試播。10月3日起在無線電視頻道正式開播。成為台灣第23個無線電視頻道。

- 2022年10月17日，民視新聞台畫質升級HD訊號。

- 2024年8月13日，公視3台更名為小公視，由8月13日至8月19日試播，8月20日正式開播。

- 2025年2月5日，由于NCC人數不足，影響到台視、中視、華視和公共電視4家無線電視台的換照流程导致这4家电视台的执照无法在于6月30日到期日之前续期可能会面临停播[23]。

## 技術標準
2001年，台灣無線電視業界選定以DVB-T制式為數位電視的製播規格。2004年7月開播時，五家無線電視台所屬的14個電視頻道均採MPEG串流編碼。
2008年，公視在測試高畫質電視時，為了有效使用頻寬，採用H.264/MPEG-4 AVC High Profile @ Level 4壓縮格式進行影像壓縮，採用AAC壓縮技術進行音訊壓縮，透過UHF頻段地面波播送1920×1080i 59.94Hz格式的DVB-T節目。使日後其他四家無線電視台於2012年以高畫質電視轉播奧運時，也比照相同規格播出。但由於第一代數位電視機上盒或電視內建調諧器只支援MPEG串流編碼，收看高畫質電視必須改用支援H.264編碼格式的機上盒或電視機方能收看。
2017年2月3日，華視有效運用頻寬以播出5個頻道，也將標準畫質電視頻道改採H.264編碼。
2020年10月12日起，台視財經台、台視綜合台兩個以MPEG格式播出的頻道改以H.264格式播出高畫質訊號，第一代規格內建數位接收器的電視或機上盒，已無法收看任何頻道。
| 廣播制式         | DVB-T、DVB-T2                    |
| 廣播參數         | 符號星座映射：64QAM、16QAM       |
| 訊號複用         | MPEG-TS                          |
| 視訊編碼         | H.265 H.264／MPEG-4 Part 10 MPEG |
| 音訊編碼         | HE-AAC MPEG-1 Audio Layer II     |
| 畫面解像度／幀率 | 480i60fps、1080i60fps            |

## 發射站

### 臺灣本島九大發射主站台
| 發射站（是否派員駐守） | 台視           | 中視           | 華視           | 民視           | 公視                           |
| ---------------------- | -------------- | -------------- | -------------- | -------------- | ------------------------------ |
| 臺北竹子山             | 有             | 有             | 有             | 無（附掛華視） | 無（附掛華視，人員駐守萬里站） |
| 桃園龍潭店子湖         | 無（附掛華視） | 無（附掛華視） | 有             | 有             | 無（附掛華視）                 |
| 苗栗三義火炎山         | 有             | 無（附掛台視） | 有             | 無（附掛台視） | 有（與華視鐵塔共塔）           |
| 南投鳳鳴               | 無（附掛民視） | 有             | 有             | 有             | 有                             |
| 臺南關子嶺枕頭山       | 有             | 無（附掛台視） | 無（附掛民視） | 有             | 無（附掛民視）                 |
| 高雄旗山中寮           | 無（附掛中視） | 有             | 有             | 無（附掛公視） | 有                             |
| 宜蘭七星嶺             | 無（附掛中視） | 有             | 有             | 有             | 有                             |
| 花蓮鯉魚山             | 有             | 無（附掛台視） | 有             | 無（附掛公視） | 有                             |
| 臺東西川山             | 無（附掛中視） | 有             | 無（附掛公視） | 無（附掛公視） | 有                             |

## 現有頻道
臺灣數位無線電視變遷至今，現存的频道有：
| 編號 | 名稱                | 所屬電視台             | 開播日期       | 簡介 | 發射頻道            | 格式         | 長寬比／解析度     |
| ---- | ------------------- | ---------------------- | -------------- | --- | ------------------- | ------------ | ------------------ |
| 1    | 中視綜合台          | 中國電視公司           | 2004年7月1日   | 主頻道 | CH-24 （533000KHz） | H.264/HE-AAC | 16:9 HD 1920x1080i |
| 2    | 中視新聞台          | 中國電視公司           | 2004年7月1日   | 新聞節目為主，也有來自同集團中天電視的片源。 | CH-24 （533000KHz） | H.264/HE-AAC | 16:9 HD 1920x1080i |
| 3    | 中視經典台          | 中國電視公司           | 2004年7月1日   | 前身為「中視生活台」、「中視綜藝台」；綜藝娛樂節目為主，也有來自同集團中天電視及其他電視台的片源。                                                                      | CH-24 （533000KHz） | H.264/HE-AAC | 16:9 HD 1920x1080i |
| 4    | 中視菁采台          | 中國電視公司           | 2012年7月21日  | 其他頻道節目精選，也有同集團中天電視及其他電視台提供節目。 | CH-24 （533000KHz） | H.264/HE-AAC | 16:9 HD 1920x1080i |
| 5    | 公共電視台          | 公共電視文化事業基金會 | 2004年7月1日   | 主頻道 | CH-26 （545000KHz） | H.264/HE-AAC | 16:9 HD 1920x1080i |
| 6    | 公視台語台          | 公共電視文化事業基金會 | 2004年7月1日   | 全台語節目的電視頻道。前稱Dimo TV、公視2台，2019年7月1日改為現名。（每日02:00－06:00為收播時間）                                                                        | CH-26 （545000KHz） | H.264/HE-AAC | 16:9 HD 1920x1080i |
| 7    | TaiwanPlus          | 公共電視文化事業基金會 | 2022年10月3日  | 全英語節目的電視頻道，部分節目由同集團公視及其他電視台（TVBS）提供。 | CH-26 （545000KHz） | H.264/HE-AAC | 16:9 HD 1920x1080i |
| 8    | 民視無線台          | 民間全民電視公司       | 2004年7月1日   | 主頻道 | CH-28 （557000KHz） | H.264/HE-AAC | 16:9 HD 1920x1080i |
| 9    | 民視第一台          | 民間全民電視公司       | 2004年7月1日   | 前身為「台灣交通電視台」，提供交通資訊，其他生活資訊情報等節目。目前以其他生活資訊和體育節目精選為主。                                                                  | CH-28 （557000KHz） | H.264/HE-AAC | 16:9 HD 1920x1080i |
| 10   | 民視新聞台          | 民間全民電視公司       | 2004年7月1日   | 新聞節目 | CH-28 （557000KHz） | H.264/HE-AAC | 16:9 HD 1920x1080i |
| 11   | 民視台灣台          | 民間全民電視公司       | 2010年10月7日  | 以文化、休閒節目為主，平日黃金時段（晚上8點至9點55分）播出國際新聞、體育新聞，部分時段同步播出新聞台的節目。                                                            | CH-28 （557000KHz） | H.264/HE-AAC | 16:9 HD 1920x1080i |
| 12   | 小公視              | 公共電視文化事業基金會 | 2012年7月24日  | 以兒童、青少年節目為主，每晚10點時段播出人文藝術及體育賽事。前身為台灣首個HD頻道，於2008年5月15日開始試播的「HiHD」。                                                   | CH-30 （569000KHz） | H.264/HE-AAC | 16:9 HD 1920x1080i |
| 13   | 客家電視台          | 公共電視文化事業基金會 | 2004年7月1日   | 以台灣客家族群為主要對的電視頻道 | CH-30 （569000KHz） | H.264/HE-AAC | 16:9 HD 1920x1080i |
| 14   | 原住民族電視台      | 原住民族文化事業基金會 | 2016年8月1日   | 以台灣原住民為主要對象的電視頻道，部分時段播出公視的節目。 | CH-30 （569000KHz） | H.264/HE-AAC | 16:9 HD 1920x1080i |
| 15   | 臺灣電視台          | 臺灣電視公司           | 2004年7月1日   | 主頻道 | CH-32 （581000KHz） | H.264/HE-AAC | 16:9 HD 1920x1080i |
| 16   | 台視新聞台          | 臺灣電視公司           | 2015年1月1日   | 新聞節目 | CH-32 （581000KHz） | H.264/HE-AAC | 16:9 HD 1920x1080i |
| 17   | 台視財經台          | 臺灣電視公司           | 2004年9月1日   | 財經節目，台股交易日轉播非凡商業台《非凡搶先報》（平日09:00~13:30）；部分時段播出非凡電視的節目                                                                         | CH-32 （581000KHz） | H.264/HE-AAC | 16:9 HD 1920x1080i |
| 18   | 台視綜合台          | 臺灣電視公司           | 2007年12月31日 | 前身為「台視健康娛樂台」，2010年10月1日改為現名；以其他頻道節目精選為主，假日19:00－20:00重播臺灣電視台週日晚間的偶像劇，部分時段播出同集團非凡電視、好消息電視台的節目。 | CH-32 （581000KHz） | H.264/HE-AAC | 16:9 HD 1920x1080i |
| 19   | 中華電視台          | 中華電視公司           | 2004年7月1日   | 主頻道；週末上午轉播美國職棒大聯盟賽事（週六為莒光園地播出結束後轉播）                                                                                                  | CH-34 （593000KHz） | H.264/HE-AAC | 16:9 HD 1920x1080i |
| 20   | 華視教育 體育文化台 | 中華電視公司           | 2004年7月1日   | 前身為「華視超高頻教學頻道」，播出受國立空中大學委託製作的教學節目、其他文教節目、紀錄片、教育部體育署委託播出的體育賽事                                                | CH-34 （593000KHz） | H.264/HE-AAC | 16:9 HD 1920x1080i |
| 21   | 華視新聞資訊台      | 中華電視公司           | 2004年7月1日   | 新聞節目，假日晚間九點檔次以國際新聞節目為主 | CH-34 （593000KHz） | H.264/HE-AAC | 16:9 HD 1920x1080i |
| 22   | 國會頻道1台         | 中華電視公司           | 2017年2月3日   | 立法院議事轉播 | CH-34 （593000KHz） | H.264/HE-AAC | 16:9 SD 704x480i   |
| 23   | 國會頻道2台         | 中華電視公司           | 2017年2月3日   | 立法院議事轉播 | CH-34 （593000KHz） | H.264/HE-AAC | 16:9 SD 704x480i   |

## 與有線電視平台的關聯
依《有線廣播電視法》第33條規定，有線電視系統需必載無線電視台頻道節目；但因過去為類比訊號頻寬不足經NCC函釋只需必載台視、中視、華視、民視、公視主頻道、公視旗下公視3台、客家電視台及原住民族文化事業基金會所屬原住民族電視台等頻道。不過隨有線電視系統全面數位化，其他無線電視台頻道已經陸續成為基本頻道。目前至少有21個頻道在有線電視系統上架（馬祖祥通有線電視因頻寬關係，未上架台視新聞台、中視新聞台、中視菁采台、國會頻道（1台、2台））。2021年2月，NCC決定由華視新聞資訊台遞補因中天新聞換照未過停播留下的第52頻道空缺。該年3月起陸續通過有線業者上架；目前突破72%上架率。目前僅剩中視經典台還沒有在有線電視系統上架。

## 外部連結
- 中華民國電視學會 （页面存档备份，存于）
- 台灣數位電視協會 （页面存档备份，存于）